# Cel mai mic multiplu comun
Cel mai mic multiplu comun (prescurtat c.m.m.m.c.) pentru două sau mai multe numere naturale nenule este cel mai mic număr natural care se divide cu toate numerele date.
Este numit c.m.m.m.c. pentru două numere întregi {\displaystyle a} și {\displaystyle b}  un număr întreg {\displaystyle m} având proprietățile:
- {\displaystyle a|m} si {\displaystyle b|m} (adică {\displaystyle m} este un multiplu comun al numerelor {\displaystyle a} și {\displaystyle }b);
- orice alt multiplu comun {\displaystyle m'} al numerelor {\displaystyle a} și {\displaystyle b} este multiplu al lui {\displaystyle m} (adică {\displaystyle a|m'} și {\displaystyle b|m'} = {\displaystyle >m|m'}).

Teorema:
Fie {\displaystyle a} și {\displaystyle b} două numere întregi nenule. Dacă {\displaystyle d} este c.m.m.d.c. al numerelor {\displaystyle a} și {\displaystyle b}, atunci numărul (întreg!) {\displaystyle m=(a\times b)/d} este c.m.m.m.c. al numerelor {\displaystyle a} si {\displaystyle b}.
Algoritmul privind calculul c.m.m.m.c.:
1. Se descompun numerele în factori primi;
2. Se aleg factorii primi comuni și necomuni (o singura dată fiecare), cu exponentii respectiv cei mai mari și se înmulțesc între ei.

Produsul obtinut este c.m.m.m.c. căutat.
Exemplu
Fie numerele întregi 
- {\displaystyle a=8=2^{3}},
- {\displaystyle b=12=2^{2}\cdot 3},
- {\displaystyle c=20=2^{2}\cdot 5}.

Deci:
{\displaystyle m=2^{3}\cdot 3\cdot 5=8\cdot 3\cdot 5=120}
Prin urmare:
{\displaystyle m=[8,12,20]=120}